# Kaarlo Levander
Kaarlo Mainio Levander, född 1 november 1867 i Lovisa, död 7 december 1943 i Helsingfors, var en finländsk zoolog.
Levander blev student 1886 och filosofie doktor och docent i zoologi 1894, företog 1894–95 med understöd av Helsingfors universitet en forskningsresa till Röda havet, antogs till zoolog vid hydrografisk-biologiska laboratoriet i Helsingfors 1902 och var professor i zoologi 1910–35. 
Levander ägnade sig främst åt utforskandet av Finlands vattenfauna, särskilt den lägre och lägsta, vilken beskrev i åtskilliga avhandlingar och uppsatser, de flesta ingående i de av Societas pro fauna et flora fennica utgivna skrifterna; han gav där bidrag till kännedomen om vattendjupens geografiska utbredning. Han deltog i de internationella havsundersökningarna; speciellt studerade han förekomsten av plankton i Finland. Han bearbetade även Finska vetenskapssocietetens djurfenologiska material.